# Asura lutea
Asura lutea là một loài bướm đêm thuộc phân họ Arctiinae, họ Erebidae.